# Ennearabdus
Ennearabdus là một chi bọ cánh cứng thuộc họ Scarabaeidae.